# Nó na Orelha
| Críticas profissionais | Críticas profissionais |
| Avaliações da crítica  | Avaliações da crítica  |
| Fonte                  | Avaliação              |
| ---------------------- | ---------------------- |
| Rolling Stone          | [ 1 ]                  |

Nó Na orelha é o segundo álbum de estúdio do rapper brasileiro Criolo, com produção de Daniel Ganjaman e Marcelo Cabral, lançado em 25 de abril de 2011 em mídia física, em CD e vinil pela Livraria Cultura, e digital, gratuita, pela gravadora Oloko Records. Nó na orelha difere de seu antecessor, "Ainda há tempo", por misturar rap, afrobeat, hip hop, reggae, samba e brega. Recebeu críticas positivas e foi considerado o melhor álbum nacional de 2011 pela revista especializada Rolling Stone e "Não existe amor em SP", seu segundo single, como a melhor canção nacional de 2011. Ambos, álbum e canção, também ganharam os prêmios de melhor álbum e melhor canção, respectivamente, no Video Music Brasil 2011. Na premiação em questão, Criolo e Caetano Veloso cantaram juntos a canção "Não existe amor em SP".
"Subirodoistiozin", lançado em dezembro de 2010, é o primeiro single do álbum, sucedido por "Não existe amor em SP", lançado em março do ano seguinte, "Freguês da meia-noite", em 9 de dezembro de 2011, e "Mariô", em 20 de julho de 2012. Em 18 de janeiro de 2012, Criolo foi ao programa "De Frente com Gabi" para falar sobre seu álbum.

## Faixas
| Edição padrão  |                         |                                   |                                                   |         |  |
| N.º            | Título                  | Compositor(es)                    | Produtor(es)                                      | Duração |  |
| 1.             | "Bogotá"                | K. Cavalcante Gomes               | Daniel Ganjaman, Fernando Sanches, Marcelo Cabral | 4:40    |  |
| 2.             | "Subirusdoistiozin"     | K. Cavalcante Gomes               | D. Ganjaman, F. Sanches, M. Cabral                | 3:33    |  |
| 3.             | "Não Existe Amor em SP" | K. Cavalcante Gomes               | D. Ganjaman, F. Sanches, M. Cabral                | 4:40    |  |
| 4.             | "Mariô"                 | K. Cavalcante Gomes, Kiko Dinucci | D. Ganjaman, F. Sanches, M. Cabral                | 3:37    |  |
| 5.             | "Freguês da Meia-Noite" | K. Cavalcante Gomes               | D. Ganjaman, F. Sanches, M. Cabral                | 4:09    |  |
| 6.             | "Grajauex"              | K. Cavalcante Gomes               | D. Ganjaman, F. Sanches, M. Cabral                | 2:36    |  |
| 7.             | "Samba Sambei"          | K. Cavalcante Gomes               | D. Ganjaman, F. Sanches, M. Cabral                | 3:42    |  |
| 8.             | "Sucrilhos"             | K. Cavalcante Gomes               | D. Ganjaman, F. Sanches, M. Cabral                | 4:00    |  |
| 9.             | "Lion Man"              | K. Cavalcante Gomes               | D. Ganjaman, F. Sanches, M. Cabral                | 3:25    |  |
| 10.            | "Linha de Frente"       | K. Cavalcante Gomes               | D. Ganjaman, F. Sanches, M. Cabral                | 4:30    |  |
| Duração total: | Duração total:          | Duração total:                    | Duração total:                                    | 38:56   |  |

| Faixa bônus da mídia física (CD e vinil) |                                                  |                     |                                    |         |  |
| N.º                                      | Título                                           | Compositor(es)      | Produtor(es)                       | Duração |  |
| 11.                                      | "Samba Sambei Dub Mix - Bonus Track" (Dub Remix) | K. Cavalcante Gomes | D. Ganjaman, F. Sanches, M. Cabral | 3:42    |  |
| Duração total:                           | Duração total:                                   | Duração total:      | Duração total:                     | 42:38   |  |

## Participações
O álbum conta com a participação de:
- Kiko Dinucci - violão na faixa "Mariô"
- Rodrigo Campos - cavaquinho e percussão na faixa "Linha de Frente"
- Verônica Ferriani - backing vocal
- Juçara Marçal - backing vocal

## Prêmios e nomeações
Nó na orelha foi indicado para três categorias no Video Music Brasil 2011, tendo vencido duas delas. Criolo, por sua vez, foi indicado em duas categorias, Artista do ano e Artista ou banda revelação, tendo ganhado nesta.
| Ano  | Premiação          | Categoria                                   | Resultado |
| ---- | ------------------ | ------------------------------------------- | --------- |
| 2011 | Video Music Brasil | Videoclipe do ano (por "Subirusdoistiozin") | Nomeado   |
| 2011 | Video Music Brasil | Álbum do ano                                | Venceu    |
| 2011 | Video Music Brasil | Música do ano (por "Não existe amor em SP") | Venceu    |